# Morning News
『Morning News』は CS放送の日テレNEWS24（旧・NNN24）で放送されているニュース番組である。

## 概要
平日の放送について
国内外のニュースや最新の気象情報、午前中の最新情報を随時更新。会社や学校、家庭で役立つニュースをコンパクトに放送するニュース番組。
基本、前の番組Wake-Up Newsの再放送。1回15分の番組を30分間で再放送することにより、同じニュースが2 - 3回流れることが多々ある。
Market Newsで放送したニューヨーク株式市場リポートも再放送。なお、9時半台冒頭と10時台前半は日経平均株価の注目ポイント解説も再放送される。
官房長官の定例会見も随時ブレーキング速報する。2023年3月末までは『ストレイトニュース』を組み込む関係で途中終了することもしばしばであったが、2023年4月以降は最後まで流せるようになった。
土曜・日曜の放送について
国内外のニュースや天気、午前中の最新情報を随時更新。会社や学校、家庭で役立つニュースや週末ライフを充実させる企画もあるニュース番組。
最初の30分は生放送、その後はリピート放送。
土曜日の場合は、5:30-日本テレビ系列で放送しているズームイン!!サタデー内のNNNニュースサンデーや5時台最新ニュース、7時台最新ニュースで放送したものとほぼ同じものをお伝えする。日曜日の場合、6:15-日本テレビ系列で放送しているNNNニュースサンデーで放送したものとほぼ同じニュースをお伝えする。
祝日・年末年始について
祝日も平日同様、前の番組Wake-Up Newsの再放送。1回15分の番組を30分間で再放送することにより、同じニュースが2 - 3回流れることが多々ある。
Early Morning Newsの再放送が入る場合もある。
年末年始を除き、10時半台にスッキリ!!のニュースコーナーで放送したニュースと同じニュースを更新する。

## 放送時間
- 月曜 - 金曜 9:30 - 12:00
- 土曜・日曜・年末年始 9:00 - 12:00
- 祝日 9:00 - 12:00
- 途中、速報ニュースがあった場合は、『BREAKING NEWS』ですぐに放送する。
- 番組の流れは他番組と変わらない。
- 平日・祝日のCS放送では、11:30-NNNストレイトニュースが入り、地上波日本テレビと同じ映像が入るが、インターネット配信版はCS放送とは異なり、関東地上波日本テレビが飛び降りた後の11時45分以降の部分のみ、CS放送と同時にNNNストレイトニュースの配信を行っている。このため、事実上、インターネット版の当番組の終了時刻は11:45となる。なお、2023年3月31日で『ストレイトニュース』の配信を終了したため、再放送パートを含めて当枠に組み込まれるようになった。
- スポーツ中継（プロ野球・千葉ロッテマリーンズのキャンプ中継やゴルフの前半ホールなど）の編成に伴い、CS放送のみ番組途中での飛び乗り（飛び降り）または休止となる場合がある[1]。

## 出演者
ニュースキャスター（2024年4月現在）
- 名切万里菜 （月曜担当）
- 大重麻衣 （火曜担当）
- トーマス・サリー（水曜担当）
- 橋口秀一 （木曜担当）
- 戸田山貴美 （金曜担当）
- 尾﨑大晟（土曜・日曜担当）

※平日担当のキャスターについては、前の番組の「Wake-Up News」と「Market News」も担当する。
※土曜・日曜担当キャスターはLunch Update、Afternoon Newsも担当する。
気象予報士（2024年8月5日～）
天気は10時台前半までWake-Up Newsで伝えたものを再放送し、10時台後半からはナレーションの天気予報が放送される。
- 澤井明子 （月曜 - 水曜）
- 岡田沙也加 （木曜・金曜）
- 代理出演：中西希（Oha!4 NEWS LIVE気象予報士）

※平日担当の気象予報士については、地上波（関東地方など一部地域で放送）で放送されている『ストレイトニュース』の気象情報コーナーも担当する。
※土日は気象予報士による天気予報はない。